# یانوویتسه (استان پومرانی)
یانوویتسه (به لاتین: Janowice) یک روستا در لهستان است که در گمینا نووا ویش لنبورسکا واقع شده‌است. یانوویتسه ۴۴۴ نفر جمعیت دارد.